# Woooケータイ

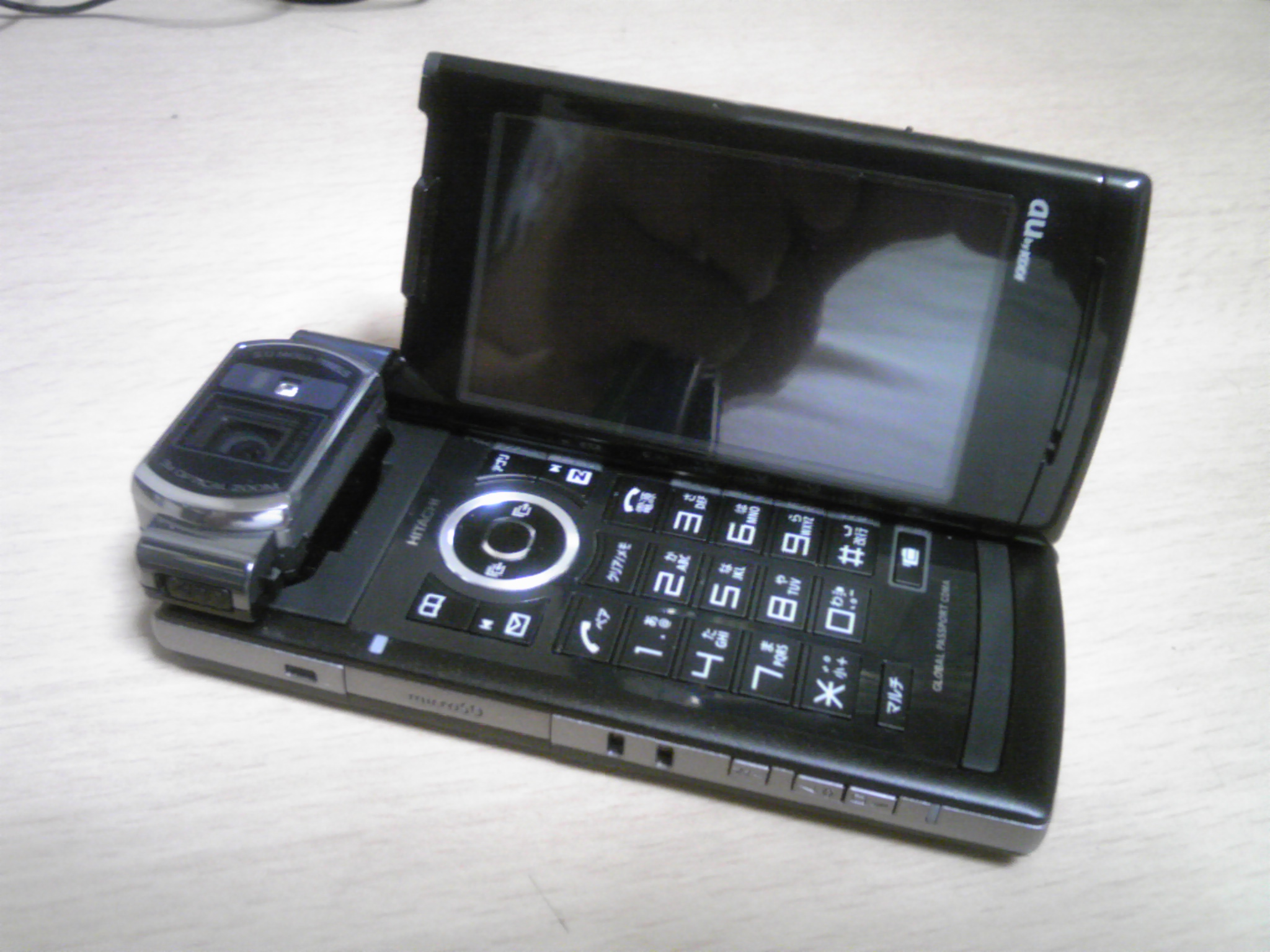
Mobile Hi-Vision CAM Wooo
（HIY01）

Woooケータイ（うーけーたい）は、ワンセグを搭載しており、なおかつメインディスプレイに有機ELおよびIPS液晶が使われている日立製作所（Mobile Hi-Vision CAM Wooo以降より日立コンシューマエレクトロニクス）製のKDDIおよび沖縄セルラー電話向け（各auブランド）の携帯電話の愛称である。

## 概要
日立製作所製携帯電話で初めてワンセグを搭載した機種はW41Hで、当時としてはハイスペックな機種だった。2007年10月16日に発表されたauブランドのW53Hに初めてWoooケータイの愛称名が付けられた。これは、日立製携帯電話では初めてメインディスプレイに有機ELが採用された端末である。この後のW61HにはWoooケータイの愛称が付けられていないが、W62Hではこの愛称が付けられた。また、W62Hでは2Wayオープンスタイルとなり縦横両方に開くことができる。KCP+、Bluetoothを搭載した。
また、W52HとW61HはWoooの高画質映像技術を利用した「Picture Master for Mobile」を搭載しているがメインディスプレイが液晶のためか、Woooケータイの愛称名はない。また、W52Hは地上デジタルラジオにも対応している。

## 機種
全てauブランドの機種

### Woooケータイの愛称が付いている機種
- W53H
- W62H
- W63H - 日立製ワンセグ機種で初めてのWVGA。Woooケータイ初のAFカメラを搭載
- H001（HI001） - FWVGA、世界初の携帯電話用3D液晶搭載。日立製作所時代としては最後となった機種にあたる
- Mobile Hi-Vision CAM Wooo（HIY01） - 携帯電話では初めてとなるハイビジョンムービー撮影が可能。また、携帯電話としては世界初となるHDMI端子 (HDMI Mini Connector)を装備

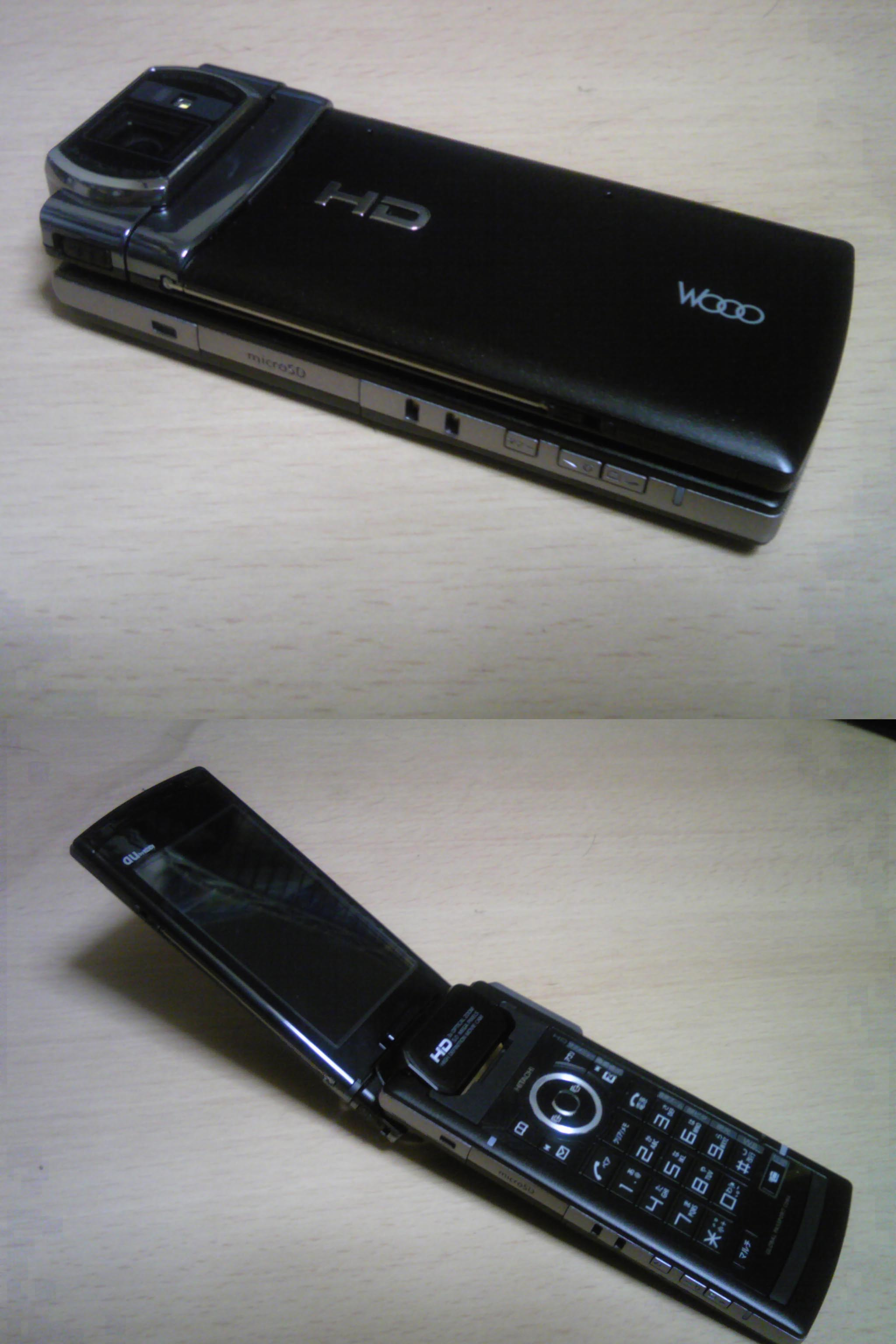
Mobile Hi-Vision CAM Wooo （HIY01）

### その他の日立製作所製ワンセグ機種
- W41H - W33SAに続く2番目のワンセグ機種
- W43H/H II
- W52H - ワンセグ起動時にWoooのロゴが表示される。地上デジタルラジオ対応。
- W61H - ワンセグ起動時にWoooのロゴが表示される。背面パネルには「シルエットスクリーン」と呼ばれる国内初の電子ペーパーディスプレイが採用されている。
- beskey (HIY02)

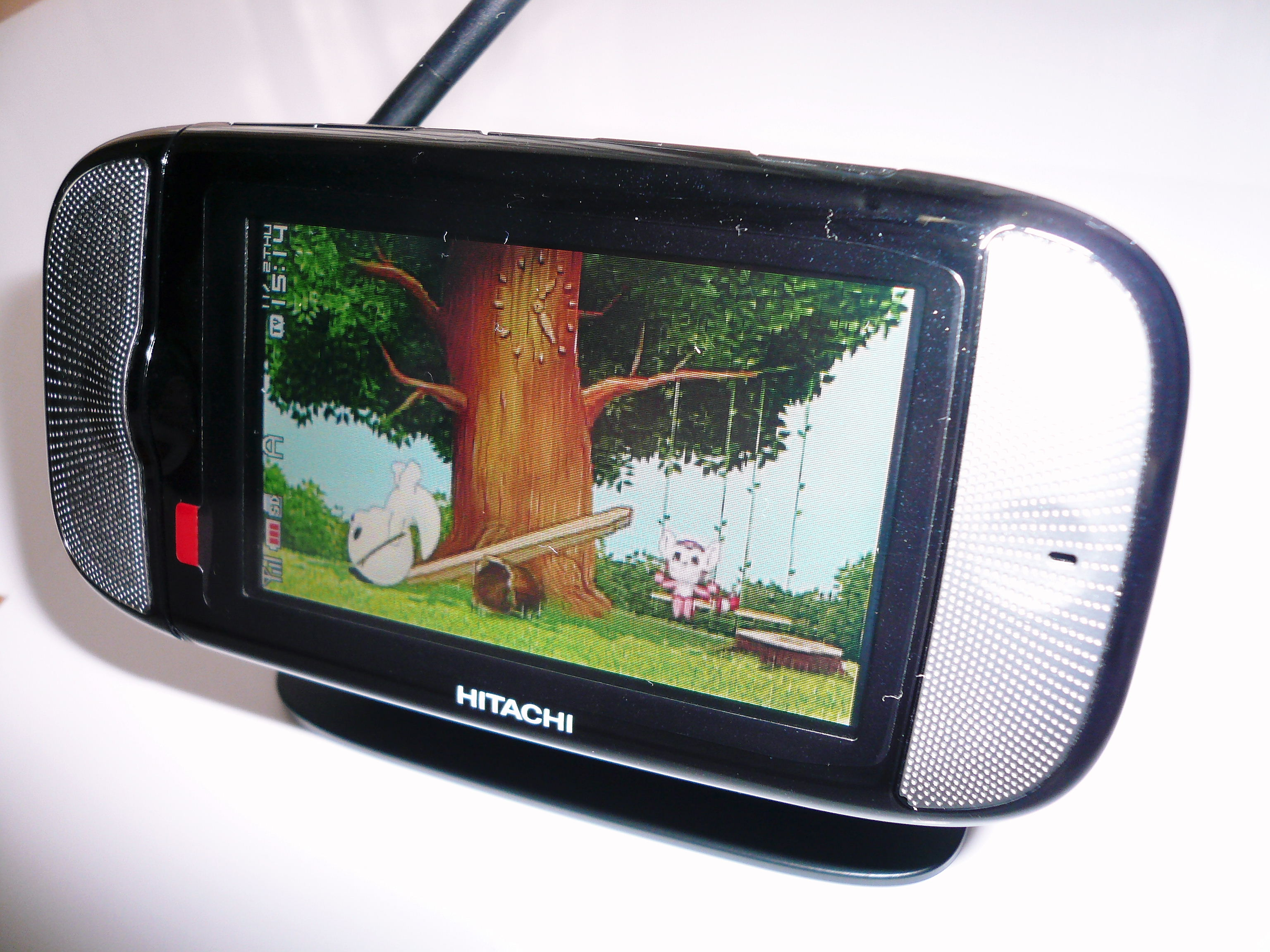
W41H
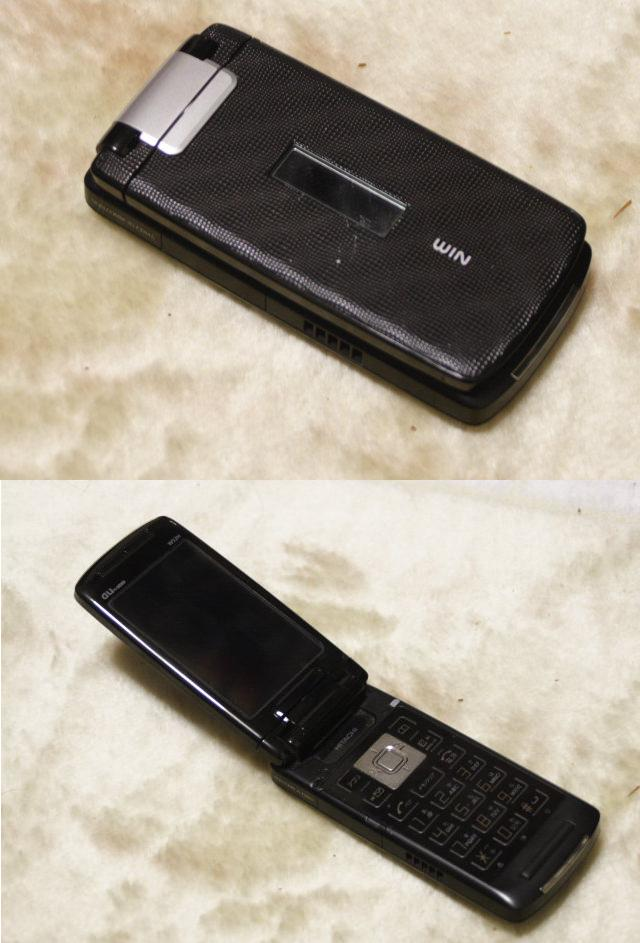
W52H